# Список білоруських жінок, нагороджених медаллю імені Флоренс Найтінгейл

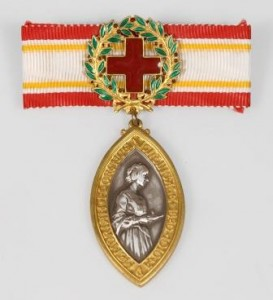
Медаль імені Флоренс Найтінгейл

Медаль імені Флоренс Найтінгейл (англ. Florence Nightingale Medal) — жіноча нагорода, заснована Міжнародним Комітетом Червоного Хреста у 1912 р., призначена для дипломованих медичних сестер і добровільних санітарок, активних учасниць і регулярно співпрацюючих із товариствами Червоного Хреста й Червоного Півмісяця або з іншими організаціями, що надають медичну допомогу.

## Список нагороджених

### За часів Білоруської РСР
| № | Рік  | Прізвище, ім'я, по-батькові нагородженої                          | Посада                | Підстава для нагородження                                                                 |
| - | ---- | ----------------------------------------------------------------- | --------------------- | ----------------------------------------------------------------------------------------- |
| 1 | 1965 | Туснолобова-Марченко Зінаїда Михайлівна (23.11.1920 — 20.05.1980) | медична сестра        |                                                                                           |
| 2 | 1967 | Шевченко Євгенія Максимівна (03.01.1919—24.04.1995)               | медична сестра        |                                                                                           |
| 3 | 1975 | Голухова Софія Василівна (17.09.1921—2012)                        | медична сестра        | За героїзм, виявлений при рятуванні поранених в роки війни                                |
| 4 | 1975 | Сіренко Катерина Юхимівна (27.12.1920—?)                          | медична сестра        | За надання медичної допомоги населенню на окупованій території та у партизанському загоні |
| 5 | 1981 | Кунцевич Софія Адамівна (28.08.1924—09.05.2012)                   | санітарний інструктор |                                                                                           |
| 6 | 1983 | Гарачук Марія Опанасівна (1921—2003)                              | військовий фельдшер   |                                                                                           |

### За часів незалежності Білорусі
| № | Рік  | Прізвище, ім'я, по-батькові нагородженої | Посада, яку обіймає нагороджена                                                                | Підстава для нагородження |
| - | ---- | ---------------------------------------- | ---------------------------------------------------------------------------------------------- | ------------------------- |
| 1 | 2009 | Близнюк Ніна Миколаївна (1942)           | медична сестра милосердя Мінської МО БТЧХ                                                      |                           |
| 2 | 2011 | Лелікова Людмила Іванівна (01.1942)      | медична сестра милосердя Могильовської ОО БТЧХ                                                 |                           |
| 3 | 2013 | Гейцева Ольга Адамівна ()                | медична сестра милосердя Мозирської РО БТЧХ                                                    |                           |
| 4 | 2013 | Сємушина Ізольда Антонівна ()            | керівник Служби сестер милосердя Дорожної організації БілЗал БТЧХ, м. Мінськ                   |                           |
| 5 | 2013 | Терешина Тамара Михайлівна ()            | медична сестра милосердя Брестської МО БТЧХ                                                    |                           |
| 6 | 2019 | Кулагіна Галина Вікторівна ()            | головна медсестра Республіканського центру медичної реабілітації і бальнеолікування, м. Мінськ |                           |
| 7 | 2021 | Бузель Людмила Іванівна ()               | керівник медико-соціальної служби ЧХ «Дапамога», м. Мінськ                                     |                           |
| 8 | 2021 | Шабанова Ельвіра Миколаївна ()           | медична сестра милосердя Лідської ВО БТЧХ                                                      |                           |